# Zones géographiques et pays impliqués dans la guerre du Vietnam
Guerre froide
Batailles
Cet article détaille la participation militaire - directe ou sous forme d'aide logistique - des pays impliqués dans la guerre du Viêt Nam et délimite les zones géographiques - en particulier les théâtres d'opérations - concernées par ce conflit.

## États-Unis et alliés

### États-Unis
- Military Assistance Advisory Group - Military Assistance Command, Vietnam

US Army
- Grandes unités engagées

1. 1st Cavalry Division - First Cav'
2. 1st Infantry Division - The Big Red One
3. 11th Armored Cavalry Regiment - The Black Horse Regiment

US Marine Corps
US Navy
- Unités terrestres

1. SEALs

- Unités fluviales
- Unités navales
- Unités aéronavales

United States Coast Guard
US Air Force
- Strategic Air Command

Forces spéciales
- Military Assistance Command, Vietnam – Studies and Observations Group

Central Intelligence Agency

### 

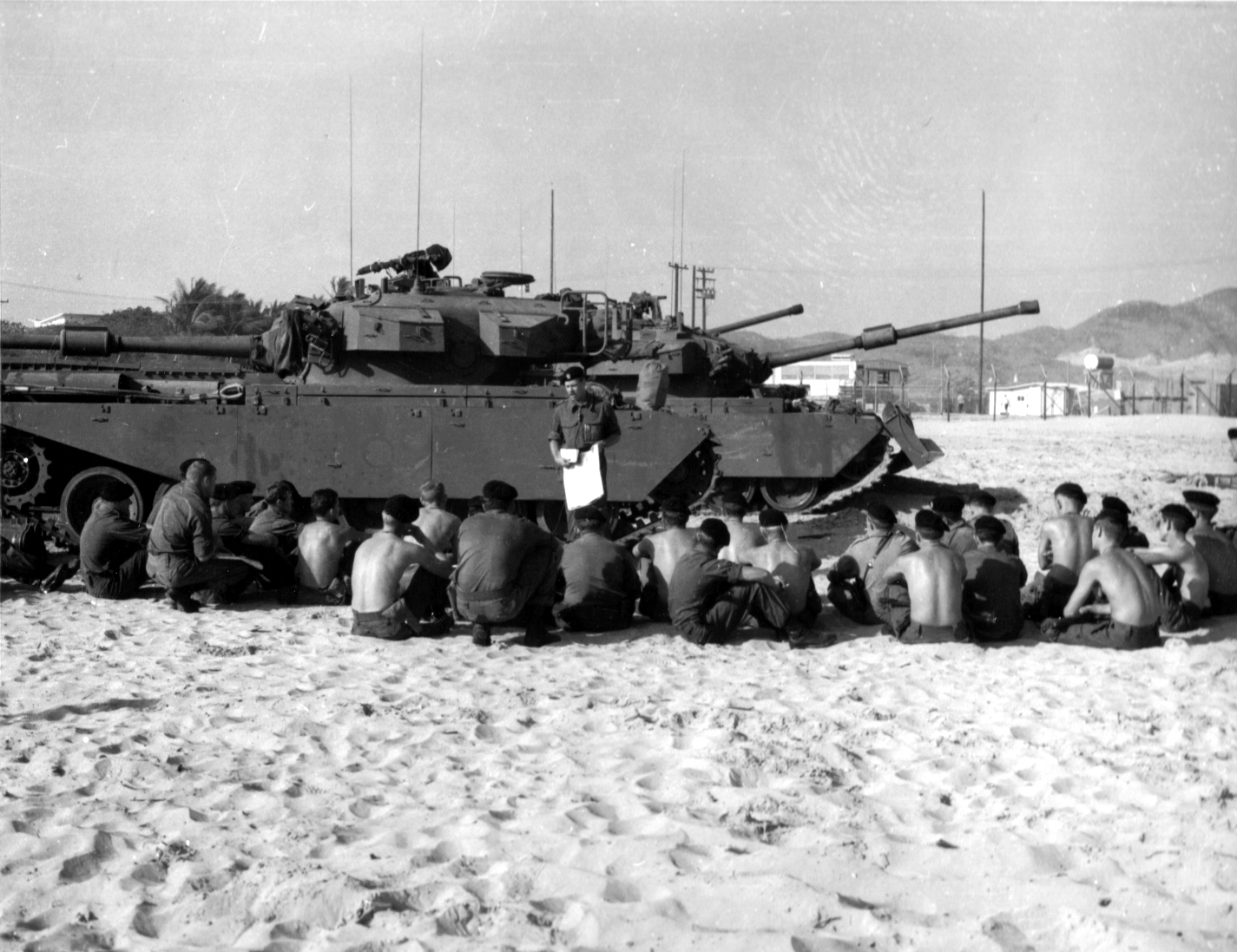

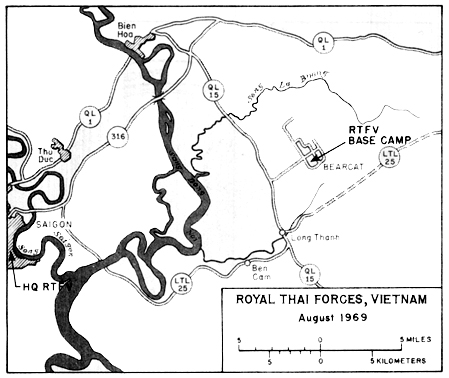

### République du Viêt Nam
Armée de la république du Viêt Nam

## Théâtres d'opérations
Le théâtre des opérations maritimes s'étendit en mer de Chine méridionale, du golfe du Tonkin au golfe de Thaïlande. Les opérations terrestres et aériennes s'étendirent sur la péninsule indochinoise (Viêt Nam, Cambodge et Laos).